# Футанари
Футанари (яп. 二形, «гермафродитизм») может означать как специфических персонажей жанра хентай, так и сам поджанр. Для обозначения персонажей-футанари в некоторых случаях также используются термины «гермафродит», dickgirl и shemale (последние два также используются в отношении MtF-транссексуалок).
Футанари изображает гермафродитов, интерсексуалов или других людей, обладающих женским строением тела, дополненным органами, представляющими собой (либо напоминающими) пенисы или увеличенные клиторы — преимущественно в сочетании с женскими половыми органами либо без них. Термин охватывает также людей с обоими наборами половых органов и с мужским строением тела, но случаи их изображения крайне редки.

## Этимология
Точное происхождение этого слова неизвестно, однако в китайском языке иероглифы, по-японски читающиеся «футанари», существовали уже во времена правления династии Мин (1368—1644). На китайском 二形 (палл. эр син, пиньинь: èr xíng) дословно означает «две формы». В настоящее время термином футанари обозначают как непосредственно персонажей, так и жанр аниме и манги с их участием.

## Описание
«Фута», как часто называют этих персонажей, делятся на несколько категорий:
- Персонаж изображается с женскими и мужскими половыми органами одновременно (пенис находится выше клитора либо на его месте, яички находятся выше клитора и влагалища либо находятся внутри тела). Пенис может быть визуально различим всё время или проявляться лишь в эрегированном состоянии.
- Увеличенный или гипертрофированный клитор, без мужских половых органов как таковых.
- Обладающие ярко выраженными женскими вторичными признаками, но вместо женских половых органов — мужские.

Художники обычно используют в своём творчестве только одну из «форм» футанари в зависимости от личных предпочтений.
Футанари часто изображаются с различными партнёрами, обычно с женщинами или с другими футанари, реже — с мужчинами (так как хентай в принципе ориентирован на мужскую аудиторию). В некоторых случаях футанари изображаются с пенисом и яичками, выросшими до невероятных, невозможных размеров.
Персонажи-футанари встречаются в Angel Blade, Ogenki Clinic, Parade Parade, La Blue Girl, Bible Black, Stainless Night, Boku no Futatsu no Tsubasa. В Японии публикуется ряд специализированных хентай-антологий манги: Futanarikko High! (ふたなりッ娘High!) компании Mediax, Futanarikko Lovers (ふたなりっ娘らばーず) издательства Issuisha, Futanarikko no Sekai (ふたなりっ娘の世界) издательства Akane Shinsha.